# Cyril Porter
Cyril Henry Atwell Porter (* 12. Januar 1890 in Bridstow, Herefordshire; † 16. Januar 1964 in Callow, Herefordshire) war ein britischer Langstreckenläufer.
Beim Mannschaftsrennen über 3000 m der Olympischen Spiele 1912 in Stockholm kam er auf den neunten Platz und gewann mit der britischen Mannschaft Bronze. Über 5000 m erreichte er das Finale.